# Mūšia
Mūšia je řeka 3. řádu ve východní Litvě, v Aukštaitiji, která se vlévá u vsi Kadrėnai, 7,5 km na severovýchod od okresního města Ukmergė do řeky Šventoji jako její pravý přítok 49,3 km od jejího ústí do Nerisu. Teče v okrese Ukmergė. Řeka je regulována a napřimována. Šířka koryta je 6 – 8 m, hloubka koryta je 2,2 – 2,5 m. Průměrný spád je 1,06 m/km. Rychlost toku je 0,1 – 0,2 m/s. Průměrný průtok při ústí je 1,63 m³/s. Protéká dvěma rybníky a to u Taujėnů (plocha 8,9 ha, Taujėnų tvenkinys) a u vsi Kadrėnai (plocha 93 ha, Kadrėnų tvenkinys, hráz postavena r. 1983, jeden z 20 nejméně čistých rybníků a jezer Litvy).

## Průběh toku
Celkový trend směru toku je od severu k jihojihovýchodu. Pramení v lese Balelių miškas u vsi Geldonka, 8 km na jihojihovýchod od městečka Raguva, na západ od silnice č. 174 Nevėžis – Taujėnai – Ukmergė. 2 km od pramene tuto silnici křižuje a dále teče podél ní na východní straně až po rybník Kadrėnų tvenkinys, za kterým křižuje silnici mezinárodní sítě E262, plánovanou vylepšit na dálnici A6, a vzápětí za ní ústí do Šventoji.

## Přítoky
Levé:
| Hydrologické pořadí | Řeka                                         | Délka (km) | Povodí (km²) | Vzdálenost od ústí (km) | Ústí kde                 | Koordináty ústí                  |
| ------------------- | -------------------------------------------- | ---------- | ------------ | ----------------------- | ------------------------ | -------------------------------- |
| 12211012            | Mūšelė                                       |            |              | 17,8                    |                          |                                  |
| 12211015            | Gardugilis neboli Gurdūgilis neboli Pamūšėlė |            |              | 16,6                    | rybník Taujėnų tvenkinys |                                  |
| 12211017            | Armukšna                                     | 14,4       | 37,5         | 10,8                    | Pamūšis                  | 55°21′20″ s. š., 24°47′20″ v. d. |
| 12211019            | Latekšna                                     |            |              | 9,1                     | Šleniai                  | 55°20′50″ s. š., 24°48′15″ v. d. |
|                     | Obeliupė neboli Obelupė                      |            |              |                         |                          |                                  |

Pravé:
| Hydrologické pořadí | Řeka                    | Délka (km) | Povodí (km²) | Vzdálenost od ústí (km) | Ústí kde                              | Koordináty ústí                  |
| ------------------- | ----------------------- | ---------- | ------------ | ----------------------- | ------------------------------------- | -------------------------------- |
| 12211011            | Ežerėlė neboli Ežeraitė | 4,3        | 6,1          | 23,2                    |                                       |                                  |
| 12211014            | Pilstupys               |            |              | 16,7                    | rybník Taujėnų tvenkinys              |                                  |
| 12211016            | Giedrė neboli Kamša     | 8,4        | 9,2          | 14,7                    | Taujėnai                              | 55°23′13″ s. š., 24°45′52″ v. d. |
|                     | Ringė                   |            |              |                         | Pamūšis                               | 55°21′38″ s. š., 24°47′12″ v. d. |
| 12211021            | Mūšelė-Ūsioginė         |            |              | 4,1                     | Vaitiekiškis rybník Kadrėnų tvenkinys | 55°18′28″ s. š., 24°49′26″ v. d. |